# Peugeot Type 80
La Peugeot Type 80 est un modèle d'automobile produit par le constructeur français Peugeot en 1906.